# Núria Terés i Bonet
Núria Terés i Bonet (Barcelona, 4 de març de 1962 – Santa Eugènia de Ter, Girona, 30 d'octubre de 2016) fou una biòloga, professora d'educació secundària i tutora d'adolescents amb trastorns mentals catalana. Va ser regidora per ICV-EUiA a l'Ajuntament de Girona durant els dos mandats compresos entre 2007 i 2011.
Es va formar, sobretot, en temes de gènere, coeducació i interculturalitat. Va col·laborar amb la Fundació Jaume Bofill i amb el grup de recerca Multiculturalisme i Gènere de la Universitat de Barcelona.
Feminista convençuda, va ser defensora dels drets de les dones i va ocupar la presidència del col·lectiu Igualtat entre els anys 2003 i 2006. També va formar part de la Comissió de l'Agenda Llatinoamericana i del Secretariat de Pastoral Obrera del Bisbat. L'any 2007 va poder traslladar el seu activisme al món de la política quan va ser escollida regidora de l'Ajuntament de Girona per ICV-EUiA, amb la socialista Anna Pagans com a alcaldessa, per ocupar-se de les àrees d'Ensenyament i Cooperació.
Companya d'Albert Quintana, president de l'Associació Justícia i Pau de Girona, era mare de quatre fills.
El 2017 es va donar el seu nom a un parc públic de l'antiga vila de Santa Eugènia de Ter.